# Pikeville (Karolina Północna)
Pikeville – miasto w Stanach Zjednoczonych, w stanie Karolina Północna, w hrabstwie Wayne.